# Dobřichovice
Dobřichovice er en by i Prag-Vest-distriktet i den tjekkiske region Centralbøhmen i Tjekkiet. Den har omkring 3.800 indbyggere.

## Geografi
Dobřichovice ligger omkring 25 km sydvest for Prag. Den ligger på begge sider af floden Berounka. Den nordlige del af kommunen ligger i Hořovice-højlandet, den sydlige del i Brdy-højlandet.

## Historie
Den første skriftlige omtale af Dobřichovice er fra 1253, hvor den blev doneret til Ridderne af Korset med den Røde Stjerne. Med korte pauser var det ejet af denne orden gennem hele dens eksistens. Dobřichovice Slot blev bygget i det 16. århundrede og genopbygget efter en brand i 1779.
På grund af sin beliggenhed rammes Dobřichovice ofte af oversvømmelser, hvoraf de mest ødelæggende var i 1872, 1941 og 1947. Dobřichovice blev også ramt af Oversvømmelserne i 2002, og mere end 200 huse blev alvorligt beskadiget op til stueetagen. Oversvømmelsen ødelagde også en 30 år gammel gangbro, som siden er blevet erstattet af en ny.
I 1876 blev Dobřichovice forfremmet til en markedsby (Městys).